# Merionoeda jeanvoinei
Merionoeda jeanvoinei là một loài bọ cánh cứng trong họ Cerambycidae.